# Arnaud Boiteau
Arnaud Boiteau, född den 7 november 1973 i Angers i Frankrike, är en fransk ryttare.
Han tog OS-guld i lagtävlingen i fälttävlan i samband med de olympiska ridsporttävlingarna 2004 i Aten.